# Olympische Winterspiele 2006/Teilnehmer (Lettland)
| Gelbes Symbol für Goldmedaillen mit stilisierten Olympischen Ringen | Graues Symbol für Silbermedaillen mit stilisierten Olympischen Ringen | Braundes Symbol für Bronzemedaillen mit stilisierten Olympischen Ringen |
| ------------------------------------------------------------------- | --------------------------------------------------------------------- | ----------------------------------------------------------------------- |
| —                                                                   | —                                                                     | 1                                                                       |

Lettland nahm an den Olympischen Winterspielen 2006 im italienischen Turin mit einer Delegation von 61 Athleten teil.

## Flaggenträger
Der Eishockeytorhüter Artūrs Irbe trug die Flagge Lettlands während der Eröffnungsfeier, bei der Schlussfeier wurde sie von dem Biathleten Ilmārs Bricis getragen.

## Teilnehmer nach Sportarten

### Biathlon
- Jānis Bērziņš
- Anžela Brice
- Ilmārs Bricis
- Gerda Krūmiņa
- Kristaps Lībietis
- Madara Līduma
- Edgars Piksons
- Linda Savļaka
- Raivis Zīmelis

### Bob
- Mihails Arhipovs
- Māris Bogdanovs
- Intars Dīcmanis
- Daumants Dreiškens
- Gatis Gūts
- Jānis Miņins
- Jānis Ozols
- Ainārs Podnieks
- Reinis Rozītis
- Mārcis Rullis

### Eishockey
Torhüter: Artūrs Irbe, Edgars Masaļskis, Sergejs Naumovs
Verteidiger: Igors Bondarevs, Rodrigo Laviņš, Sandis Ozoliņš, Georgijs Pujacs, Arvīds Reķis, Agris Saviels, Kārlis Skrastiņš, Atvars Tribuncovs
Stürmer: Ģirts Ankipāns, Armands Bērziņš, Aigars Cipruss, Mārtiņš Cipulis, Vladimirs Mamonovs, Aleksandrs Ņiživijs, Grigorijs Panteļejevs, Miķelis Rēdlihs, Aleksandrs Semjonovs, Leonīds Tambijevs, Herberts Vasiļjevs, Māris Ziediņš
Das Eishockeyteam belegte den 9. Platz.

### Rennrodeln
- Aiva Aparjode
- Kaspars Dumpis
- Anna Orlova
- Guntis Rēķis
- Mārtiņš Rubenis
- Andris Šics
- Juris Šics
- Maija Tīruma

### Shorttrack
- Evita Krievāne
- Haralds Silovs

### Skeleton
- Martins Dukurs
Herren: 7. Platz; 1:57,39 min; +1,51 s

### Ski alpin
- Ivars Ciaguns
- Renars Dorš
Abfahrt, Herren: 46. Platz – 1:57,54 min
Alpine Kombination, Männer: ausgeschieden im Slalom (2. Lauf)

### Ski nordisch
- Oļegs Andrejevs
- Valts Eiduks
- Oļegs Maļuhins
- Intars Spalviņš